# Quantum Theory
Quantum Theory (クウォンタム セオリ) est un jeu vidéo de tir à la troisième personne développé par Team Tachyon et édité par Koei Tecmo Games, sorti en 2010 sur PlayStation 3 et Xbox 360.

## Accueil
- Jeuxvideo.com : 6/20[1]